# لیپتوسکی هرادک
لیپتوسکی هرادک (به آلمانی: Neuhäusel in der Liptau) یک شهرک با جمعیت ۷٬۴۳۴ نفر که در Liptovský Mikuláš District، اسلواکی واقع شده‌است.